# NGC 4521
NGC 4521 este o galaxie lenticulară situată în constelația Dragonul. A fost descoperită în 20 martie 1790 de către William Herschel. Se află la o distanță de 39,7 de megaparseci de Pământ.